# Нечай Степан Павлович
Степан Павлович Нечай (25 лютого 1929, село Завишень,  тепер Сокальського району Львівської області — 21 березня 1989, місто Тернопіль) — український радянський діяч, секретар Тернопільського обласного комітету КПУ, 1-й секретар Тернопільського обласного комітету ЛКСМУ.

## Біографія
Народився в селянській родині. З 1941 по 1944 рік навчався в гімназії міста Сокаля. У 1946 році був разом із родиною переселений в село Яструбове Козівського району Тернопільської області. Закінчив середню школу № 1 міста Тернополя.
Трудову діяльність розпочав у 1950 році вчителем школи села Купчинці Козівського району Тернопільської області.
У 1953 році закінчив Кременецький учительський інститут  Тернопільської області.
Працював директором школи села Купчинці Козівського району Тернопільської області; завідувачем Козівського районного відділу народної освіти.
З 1955 року — на відповідальній комсомольській роботі: секретар Козівського районного комітету ЛКСМУ Тернопільської області; 2-й секретар Тернопільського обласного комітету ЛКСМУ.
Член КПРС з 1956 року.
У 1959—1964 роках — 1-й секретар Тернопільського обласного комітету ЛКСМУ.
Освіта вища. У 1960 році заочно закінчив філологічний факультет Львівського державного університету імені Івана Франка.
У 1964—1971 роках — інструктор, заступник завідувача, завідувач відділу пропаганди і агітації Тернопільського обласного комітету КПУ.
У лютому 1971 — 10 січня 1984 року — секретар Тернопільського обласного комітету КПУ з питань ідеології.
У січні 1984 — березні 1989 року — завідувач відділу з праці виконавчого комітету Тернопільської обласної ради депутатів трудящих. Обирався депутатом Тернопільської обласної ради народних депутатів.
Помер після важкої хвороби.

## Нагороди
- два ордени «Знак Пошани»
- медалі